# 勞爾·巴卡·卡波

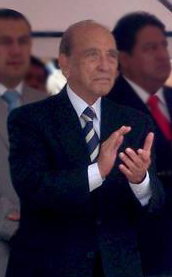
勞爾·巴卡·卡波

勞爾·巴卡·卡波（西班牙語：Oswaldo Raul Baca Carbo，1931年6月29日—2014年5月7日），是一名厄瓜多尔工程师和政治家。他是厄瓜多尔民主党领导人，并影响了厄瓜多尔政治。
他曾经三度担任厄瓜多尔议会主席，并担任拉丁美国委员会主席。2014年他死于厄瓜多尔，享年82岁。